# Pseudodinia nitens
Pseudodinia nitens is een vliegensoort uit de familie van de Chamaemyiidae. De wetenschappelijke naam van de soort is voor het eerst geldig gepubliceerd in 1917 door Melander and Spuler.